# オカーン (ミサイル駆逐艦)
|          | |
| 艦歴     | |
| 発注     | 1994年7月20日                                                                                              |
| 起工     | 1997年5月8日                                                                                               |
| 進水     | 1998年3月28日                                                                                              |
| 就役     | 1999年10月23日                                                                                             |
| 退役     | |
| その後   | 就役中 |
| 要目     | |
| 排水量   | 満載: 8,776 トン                                                                                           |
| 全長     | 153.9 m (505 ft)                                                                                           |
| 全幅     | 20.1 m (66 ft)                                                                                             |
| 吃水     | 9.4 m (31 ft)                                                                                              |
| 機関     | COGAG方式                                                                                                  |
| 機関     | LM 2500-30ガスタービンエンジン (27,000shp) ×4基                                                            |
| 機関     | 可変ピッチプロペラ（5翔）×2軸                                                                              |
| 最大速   | 31ノット                                                                                                   |
| 航続距離 | 4,400 海里（20ノット時）                                                                                   |
| 乗員     | 士官、兵員 337名                                                                                           |
| 兵装     | Mk.45 mod.2 5インチ単装砲 ×1基                                                                             |
| 兵装     | Mk.38 25mm単装機関砲 ×2基                                                                                  |
| 兵装     | Mk.15 20mmCIWS×1基                                                                                         |
| 兵装     | SeaRAM×1基                                                                                                 |
| 兵装     | M2 12.7mm機銃 ×4挺                                                                                         |
| 兵装     | Mk.41 mod.2 VLS ×90セル - SM-2MR/ER SAM - SM-3 ABM - ESSM 短SAM - VLA SUM - トマホーク SLCM などを発射可能 |
| 兵装     | ハープーンSSM 4連装発射筒×2基                                                                              |
| 兵装     | Mk.32 3連装短魚雷発射管×2基                                                                                |
| 艦載機   | ヘリコプター甲板のみ, 格納庫なし                                                                           |
| C4ISTAR  | NTDS mod.5 (リンク 11/16)                                                                                  |
| C4ISTAR  | AWS B/L 5 (Mk.99 GMFCS×3基)                                                                                |
| C4ISTAR  | AN/SQQ-89                                                                                                  |
| センサ   | AN/SPY-1D 多機能レーダー×4面                                                                               |
| センサ   | AN/SPS-67 対水上レーダー×1基                                                                               |
| センサ   | AN/SQS-53C艦首装備ソナー                                                                                   |
| センサ   | AN/SQR-19 曳航ソナー                                                                                       |
| 電子戦   | AN/SLQ-32(V)3 ESM/ECM装置                                                                                  |
| 電子戦   | Mk.36 mod.12 デコイ発射装置                                                                                |
| モットー | A Tradition of Honor                                                                                       |

オケイン / オカーン (英語: USS O'Kane, DDG-77) は、アメリカ海軍のミサイル駆逐艦。アーレイ・バーク級ミサイル駆逐艦の27番艦。艦名は太平洋戦争で潜水艦部隊を指揮し名誉勲章を受章したリチャード・オカーン海軍少将に因む。イージスBMDシステムのバージョン3.6.1を搭載するミサイル防衛対応艦の一隻である。

## 艦暦
2011年4月15日にSM-3 Block1Aを使用した弾道ミサイル迎撃試験を実施し、中距離弾道ミサイル級の標的ミサイル迎撃に成功した最初の艦となった。標的として使用されたLV-2は退役したトライデントC4ミサイルを改造したものであり、マーシャル諸島クェゼリン環礁のロナルド・レーガン弾道ミサイル防衛試験場から発射。その11分後にハワイ西方海域よりオカーンがSM-3 Block1Aを発射し標的の直撃に成功した。
2017年10月に横須賀第7艦隊所属第15駆逐隊で接触による艦体修理のため共に戦列を離れるUSSフィッツジェラルド、USSジョンSマケインのBMD対応駆逐艦の代替任務にUSSミリアスと共につくことが一部報道で報じられた。